# ABC-Clio
ABC-Clio, LLC o ABC-CLIO és una empresa editora d'obres de publicació acadèmica i publicacions periòdiques principalment sobre temes com la història i les ciències socials per a entorns educatius i de biblioteques públiques. ABC-Clio proporciona servei a quinze bases de dades en línia diferents que contenen més d'un milió de llibres de text en línia. L'empresa consulta els líders acadèmics en els camps que cobreixen per proporcionar autoritat als seus títols de referència. La seu central es troba a Santa Barbara (Califòrnia).